# کوین مک‌دید
کوین مکدید (متولد ۷ مارس ۱۹۸۴) یک خواننده بریتانیایی است. او در نیجریه متولد شد، او در انگلستان در نیوکاسل بزرگ شد. او بیشتر به عنوان عضو گروه پسرانه وی بریتانیایی شناخته می‌شود، که او در سال ۲۰۰۳ به همراه چهار پسر دیگر به آن پیوستند. این گروه در سال ۲۰۰۴ سه ترانه نسبتاً موفق داشت، کمتر از یک سال پس از انتشار اولین تک ترانه گروه، گروه از هم جدا شدند.
او اکنون به عنوان یک مربی شخصی کار می‌کند.

## زندگی شخصی
در اوت ۲۰۰۵ او در روزنامه سان به عنوان دوست پسر طولانی مدت مارک فیلی عضو وست‌لایف معرفی شد. این زوج بر روی جلد مجله نگرش در دسامبر ۲۰۰۷ ظاهر شدند. آنها در ۲۸ ژانویه ۲۰۱۰ نامزد کردند. و آنها در اواخر سال ۲۰۱۱ از یکدیگر جدا شدند.